# Rivière Lerole
Rivière Lerole är ett vattendrag i Kanada.   Det ligger i provinsen Québec, i den östra delen av landet, 800 km nordost om huvudstaden Ottawa.
Omgivningarna runt Rivière Lerole är i huvudsak ett öppet busklandskap. Trakten runt Rivière Lerole är nära nog obefolkad, med mindre än två invånare per kvadratkilometer.